# Syngrapha altera
Syngrapha altera är en fjärilsart som beskrevs av Ottolengui 1902. Syngrapha altera ingår i släktet Syngrapha och familjen nattflyn. Inga underarter finns listade i Catalogue of Life.

## Bildgalleri

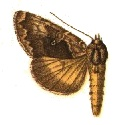